# Coffee Springs
Cofee Springs es un pueblo ubicado en el condado de Geneva en el estado estadounidense de Alabama. En el censo de 2000, su población era de 251.

## Demografía
En el 2000 la renta per cápita promedia del hogar era de $ 26.477$, y el ingreso promedio para una familia era de 30.000$. El ingreso per cápita para la localidad era de 12.393$. Los hombres tenían un ingreso per cápita de 28.750$ contra 15.833$ para las mujeres.

## Geografía
Coffe Springs está situado en 31°10′0″N 85°54′38″O / 31.16667, -85.91056 (31.166736, -85.910634).
Según la Oficina del Censo de los EE. UU., la ciudad tiene un área total de 0.80 millas cuadradas (2.06 km ²).